# Північна крокодилова ящірка
Північна крокодилова ящірка (Elgaria coerulea) — середнього розміру ящірка, що зустрічається на західному узбережжі Північної Америки.